# Гиргенсонс, Земгус
Зе́мгус Гиргенсо́нс (лат. Zemgus Girgensons, род. 5 января 1994, Рига, Латвия) — латвийский хоккеист, центральный нападающий клуба Национальной хоккейной лиги «Тампа-Бэй Лайтнинг». На драфте НХЛ 2012 года был выбран «Сейбрз» под общим 14-м номером.
Из-за травмы полностью пропустил сезон 2020/21.

## Карьера
1 июля 2024 года в качестве свободного агента подписал трёхлетний контракт с «Тампа-Бэй Лайтнинг» на сумму $2,55 млн.

## Вне льда
В 2015 году латвийская рэп-группа под названием «Olas» сочинила про хоккеиста песню, которая называется «Zemgus Girgensons».

## Статистика
| Легенда | Легенда                    | Легенда | Легенда                   | Легенда | Легенда    |
| ------- | -------------------------- | ------- | ------------------------- | ------- | ---------- |
| И       | Количество проведённых игр | Штр     | Штрафное время            | +/−     | Плюс-минус |
| Г       | Голы                       | П       | Голевые передачи          | О       | Очки       |
| -       | Статистика неизвестна      | —       | Статистика не учитывалась |         |            |

## Достижения

### Командные
| Год  | Команда              | Достижение                                                        | Достижение |
| ---- | -------------------- | ----------------------------------------------------------------- | ---------- |
| 2011 | Дубук Файтинг Сэйнтс | Обладатель Кубка Кларка                                           |            |
| 2011 | Латвия (мол.)        | Победитель группы A Первого дивизиона молодёжного чемпионата мира |            |

### Личные
| Год        | Команда              | Достижение                                 | Достижение |
| ---------- | -------------------- | ------------------------------------------ | ---------- |
| 2011, 2012 | Дубук Файтинг Сэйнтс | Участник Матча всех звёзд USHL (2)         |            |
| 2012       | Дубук Файтинг Сэйнтс | Попадание в первую Сборную всех звёзд USHL |            |
| 2015       | Баффало Сейбрз       | Участник Матча всех звёзд НХЛ              |            |

Другие
| Год  | Достижение                      | Достижение |
| ---- | ------------------------------- | ---------- |
| 2013 | Лучший молодой спортсмен Латвии | [ 4 ]      |

### Комментарии
1. ↑  Приз, вручаемый победителю Хоккейной лиги США